# Vidua chalybeata
Il combassù o combassou del Senegal, noto anche come vedova dei villaggi (Vidua chalybeata (Müller, 1776)), è un uccello passeriforme della famiglia Viduidae.

## Etimologia
Il nome scientifico della specie, chalybeata, deriva dal latino chalybeius ("acciaio"), a sua volta di deivazione greca (χαλυβηιος, khalybēios/khalubēios, con lo stesso significato), in riferimento alle tonalità metalliche della livrea dei maschi.

## Descrizione

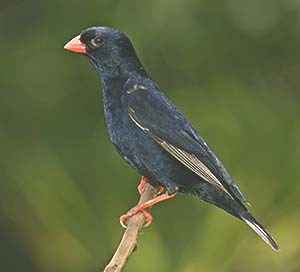
Maschio in Etiopia.

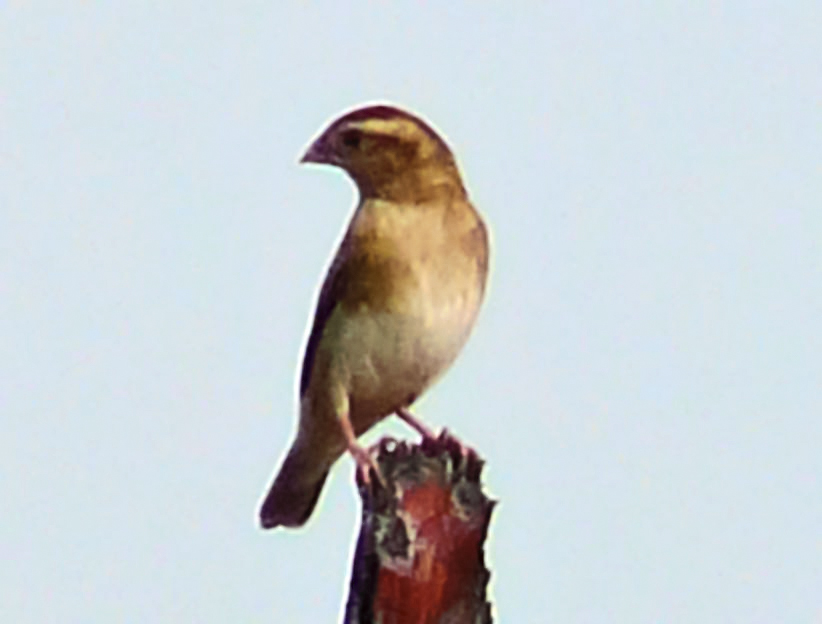
Femmina in Gambia.

### Dimensioni
Misura 10–11 cm di lunghezza, per 11,3-15 g di peso.

### Aspetto
Si tratta di uccelli dall'aspetto slanciato, muniti di testa arrotondata, becco forte e conico, ali appuntite e coda dalla punta squadrata.
Il combassù presenta dicromatismo sessuale, coi due sessi dotati di colorazione del tutto differente, in particolar modo durante il periodo degli amori. Nei maschi, infatti, la livrea è quasi interamente di colore nero sericeo, con riflessi metallici di colore verdastro o azzurro-bluastro a seconda della sottospecie, i quali fruttano alla specie il nome scientifico e sono particolarmente evidenti su nuca, petto, dorso, ali e ventre, mentre le remiganti e le rettrici caudali sono più chiare e tendenti al bruno-ruggine scuro. Le femmine, invece, presentano piumaggio molto più sobrio, dominato dalle tonalità del bruno-rossiccio su dorso, ali e coda e grigiastro su petto, fianchi e ventre (con basso ventre e sottocoda di color bianco candido), con sfumature aranciate sulla faccia e presenza di disegni di colore bruno scuro sulla testa, i quali comprendono una vasta banda che copre fronte, vertice e nuca, due strisce che da ciascuno zigomo raggiungono l'area dell'orecchio ed un sopracciglio biancastro.

Il colore di becco e zampe non varia nei due sessi (pur essendo generalmente meno brillante nella femmina rispetto a quanto osservabile nel maschio), ma differisce nelle popolazioni: i combassù dell'area guineana presentano becco di colore bianco perla, mentre quelli del Corno d'Africa e dell'Africa meridionale mostrano becco di colore rosa carico. Gli occhi sono invece di colore bruno scuro, e le zampe di colore carnicino-rosato.

## Biologia

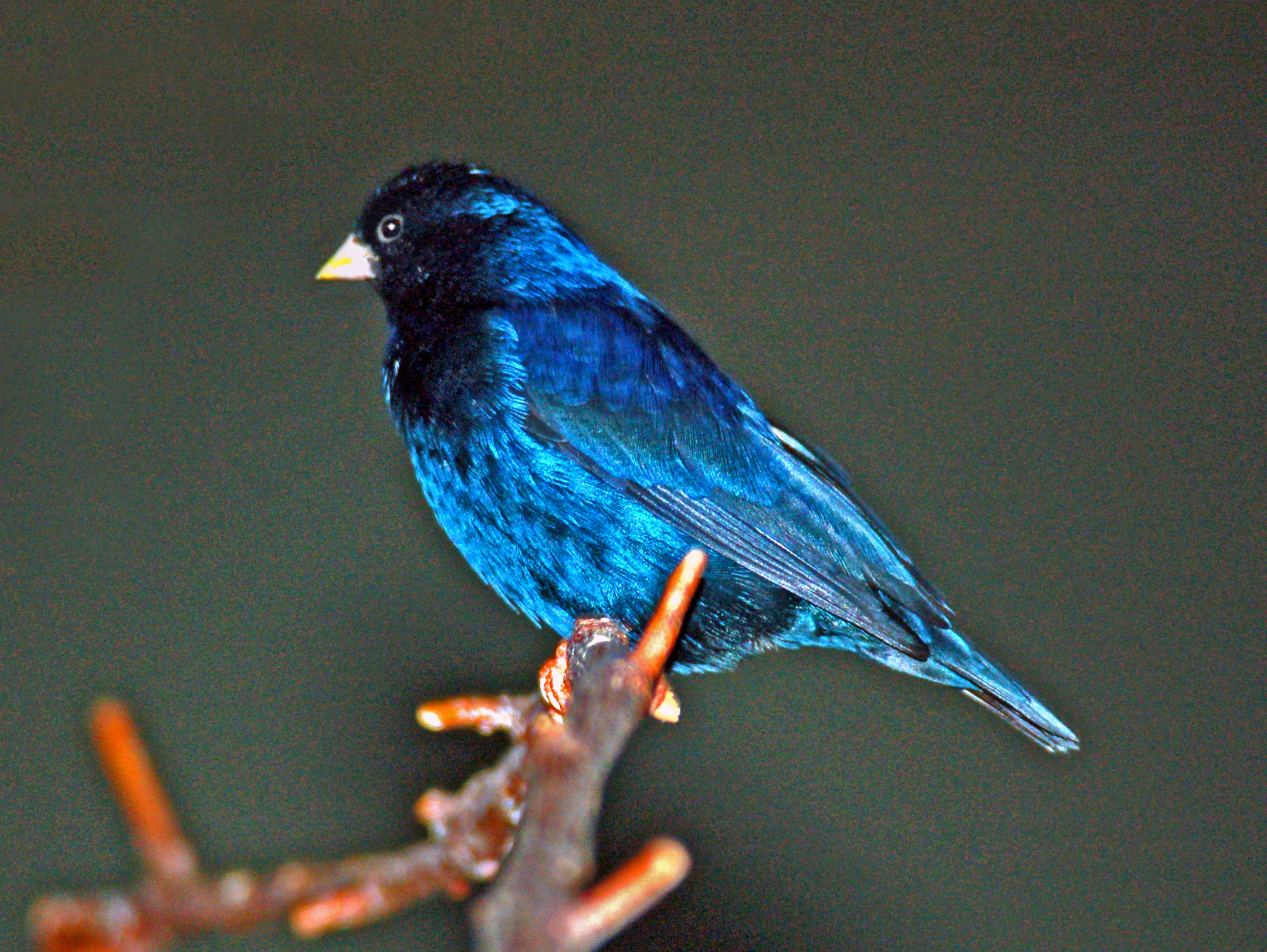
Maschio ben illuminato in cattività mostra i riflessi metallici tipici della specie.

Si tratta di uccelletti dalle abitudini essenzialmente diurne, i quali si aggregano in stormi misti con varie specie di estrildidi e ploceidi, muovendosi assieme ad essi alla ricerca di acqua e cibo e ritirandosi con essi in posatoi riparati all'imbrunire per passare la notte.

### Alimentazione

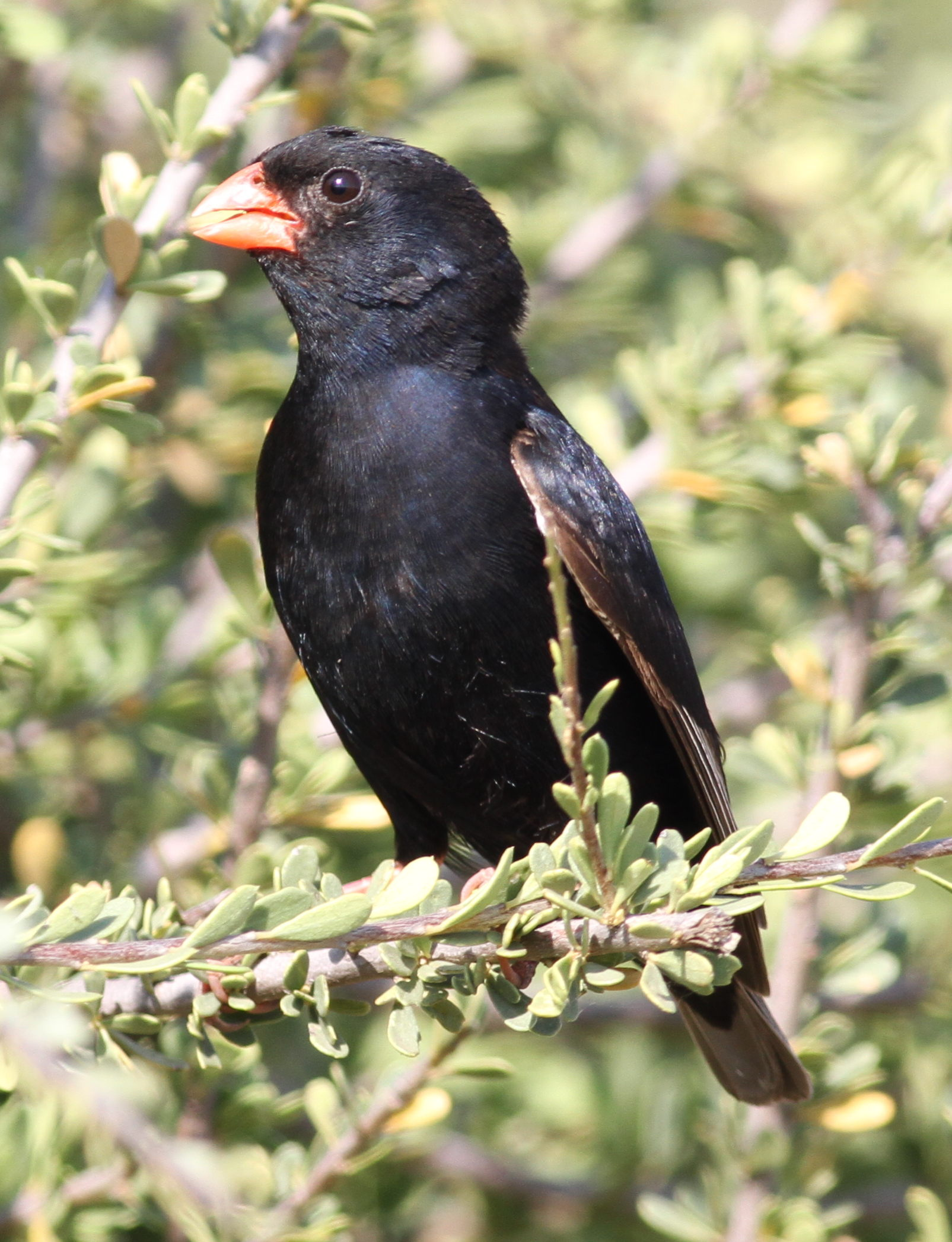
Maschio si alimenta a Mapungubwe.

I combassù sono uccelli granivori, la cui dieta è incentrata sui piccoli semi di piante erbacee rinvenuti principalmente al suolo: durante la stagione delle piogge vengono consumate anche le termiti all'involo.

### Riproduzione
La stagione riproduttiva comincia sul finire della stagione delle piogge e si estende generalmente da giugno a dicembre.
Durante questo periodo, i maschi divengono territoriali e si esibiscono in parate nuziali che comprendono l'arruffamento delle piume e l'emissione di richiami squittenti, al fine di attrarre le femmine.

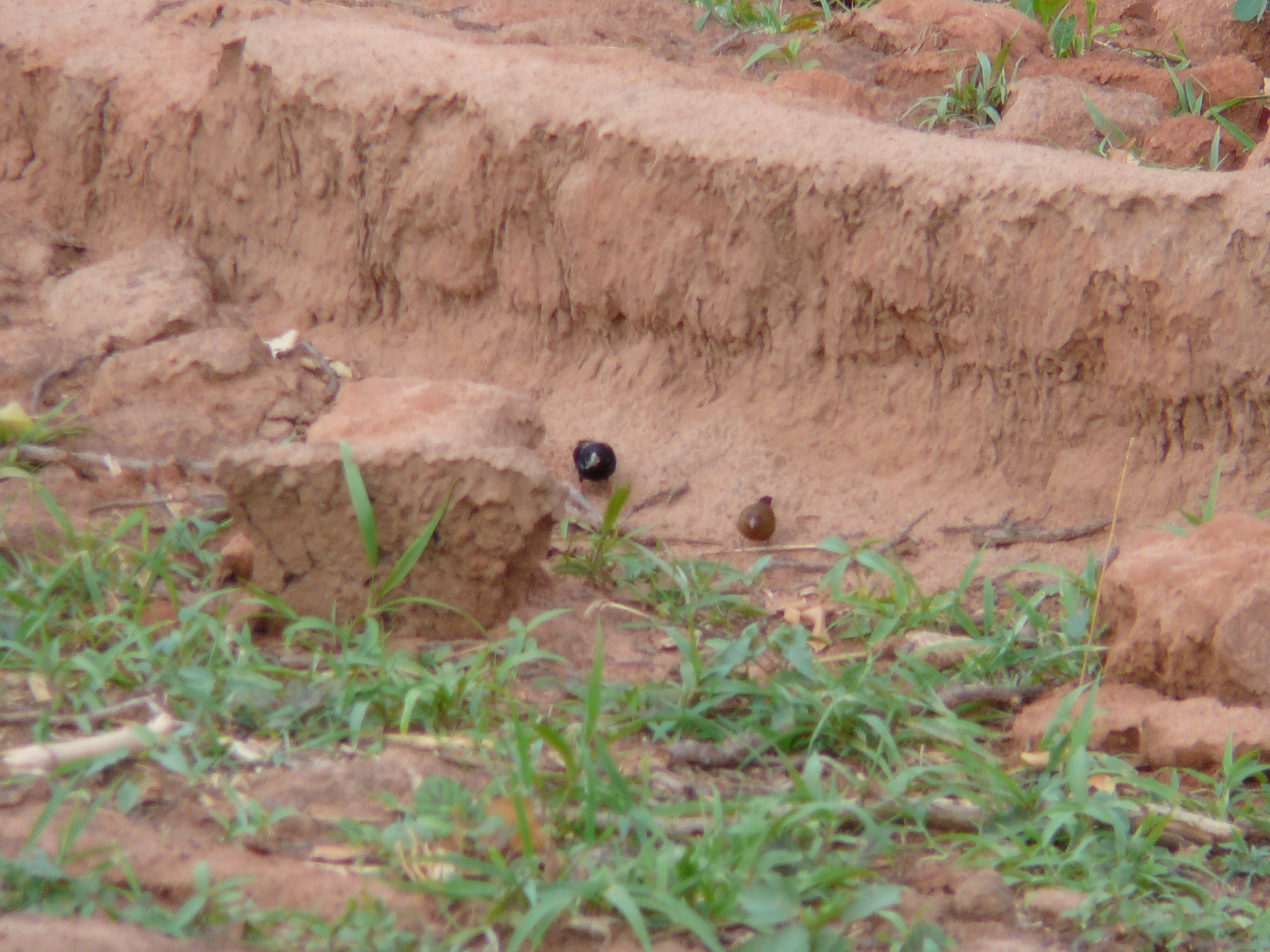
Esemplari al suolo in Gambia con amaranto fiammante, specie che viene parassitata.

Come tipico della famiglia dei Viduidae, il combassù non accudisce la propria prole, ma mostra parassitismo di cova, in particolare verso l'amaranto fiammante e l'amaranto bruno: approfittando dell'assenza dei genitori dal nido, la femmina di combassù depone al suo interno 2-4 uova di colore bianco, in tutto e per tutto simili a quelle dell'amaranto, se non per le dimensioni (leggermente maggiori in questa vedova). La femmina spesso si nutre di alcune delle uova dell'amaranto, che vengono quindi sostituite anche numericamente.

I pulli sono ciechi ed implumi alla schiusa, che avviene a circa due settimane dalla deposizione: essi presentano caruncole ai lati della bocca e disegno golare identici a quelli dei nidiacei di amaranto, risultando quindi da essi indistinguibili. A differenza di altre specie parassite, i pulli di combassù non si disfano dei loro fratellastri, ma coabitano con loro nel nido, seguendo il loro ciclo di crescita (involo a tre settimane dalla schiusa, indipendenza a un mese e mezzo di vita) e spesso condividendo con la propria famiglia adottiva anche lo stormo di appartenenza.

## Distribuzione e habitat

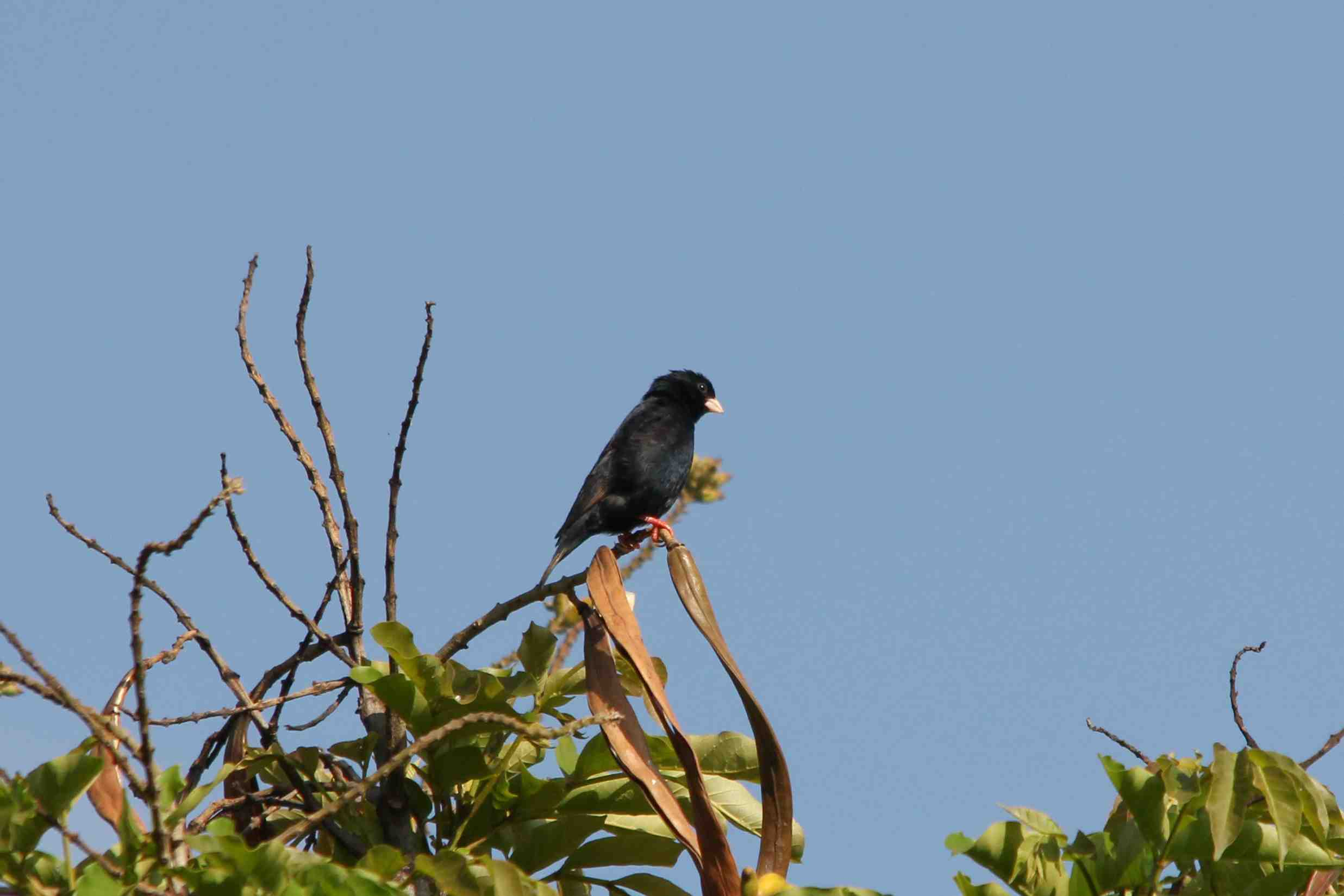
Maschio a Nairobi.

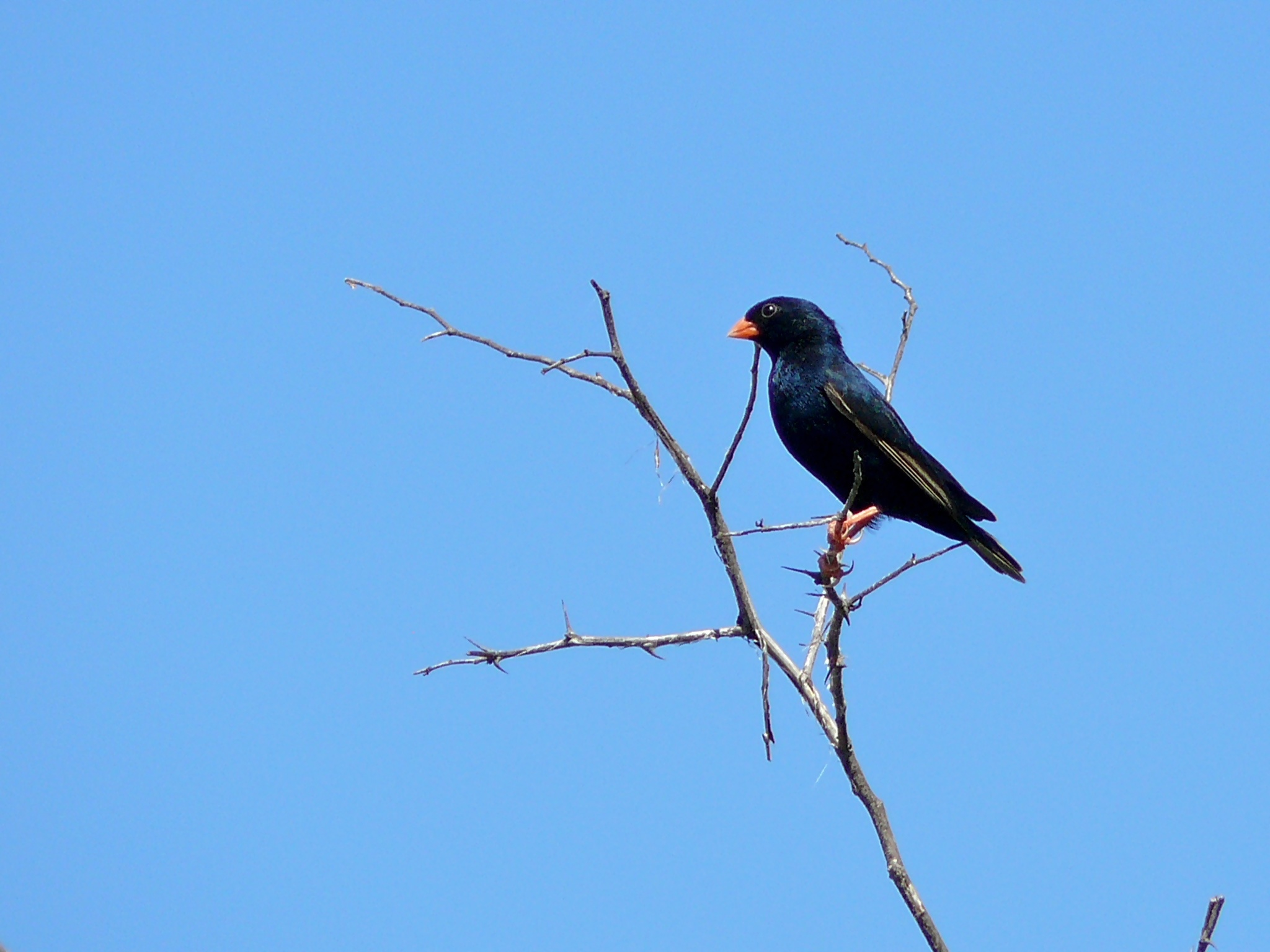
Maschio nel Parco Nazionale Kruger.

A dispetto del nome comune, il combassù del Senegal occupa un ampio areale che comprende gran parte del Sahel dalla Senegambia al Sudd, risalendo il Nilo fin quasi al confine con l'Egitto, oltre all'Acrocoro etiopico, alla costa dell'Africa orientale fino ai Grandi Laghi e a sud fino al Sudafrica nord-orientale, mentre dal Mozambico si spinge attraverso l'Africa equatoriale fino all'Angola meridionale.
L'habitat di questi uccelli è rappresentato dalla savana cespugliosa con presenza di alberi sparsi e fonti d'acqua dolce permanente: li si osserva anche nelle piantagioni, nelle aree rurali (da cui il nome comune di "vedova dei villaggi") ed in giardini e parchi delle aree suburbane.

## Tassonomia
Se ne riconoscono sei sottospecie:

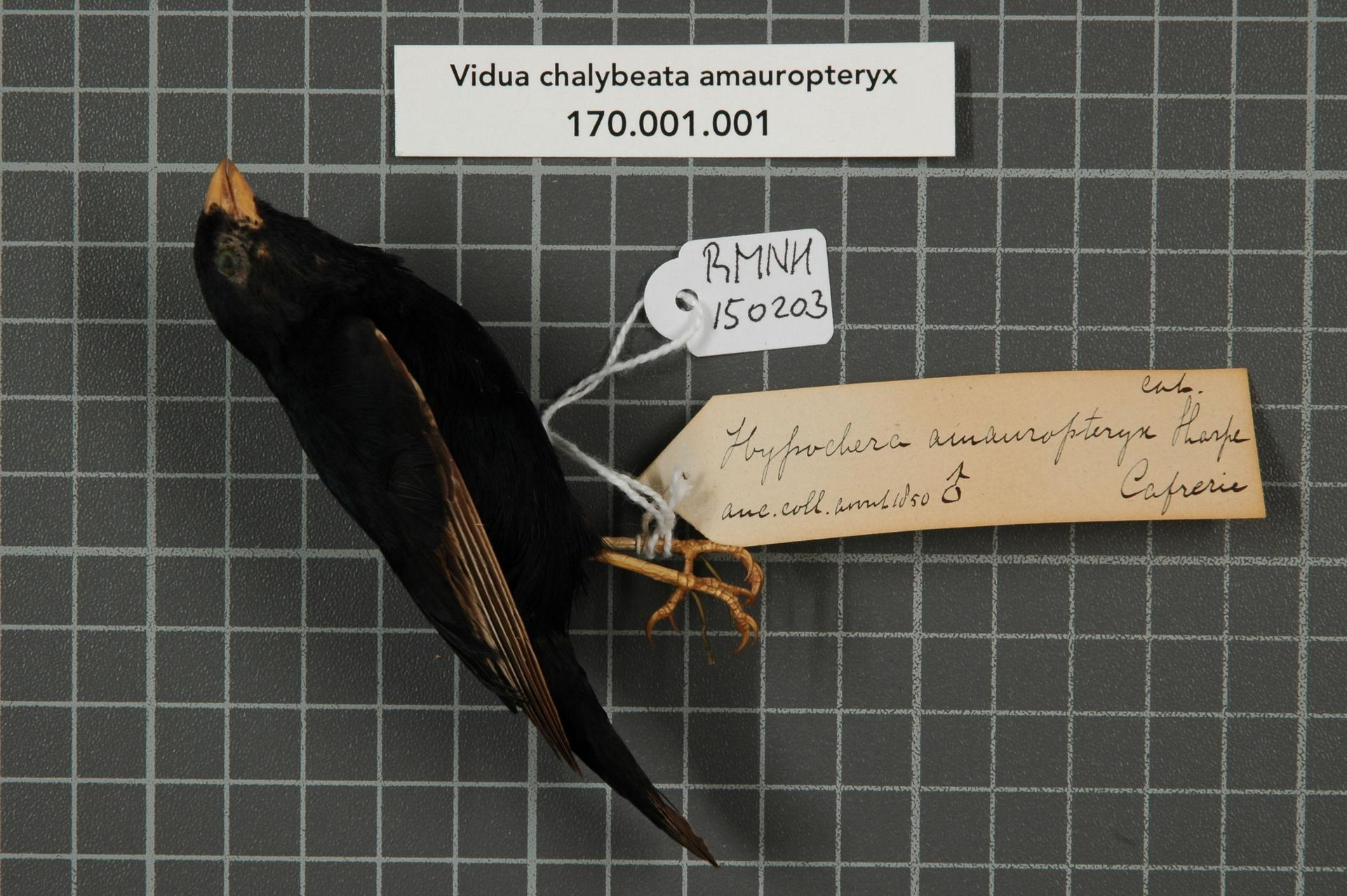
maschio impagliato della sottospecie amauropteryx.

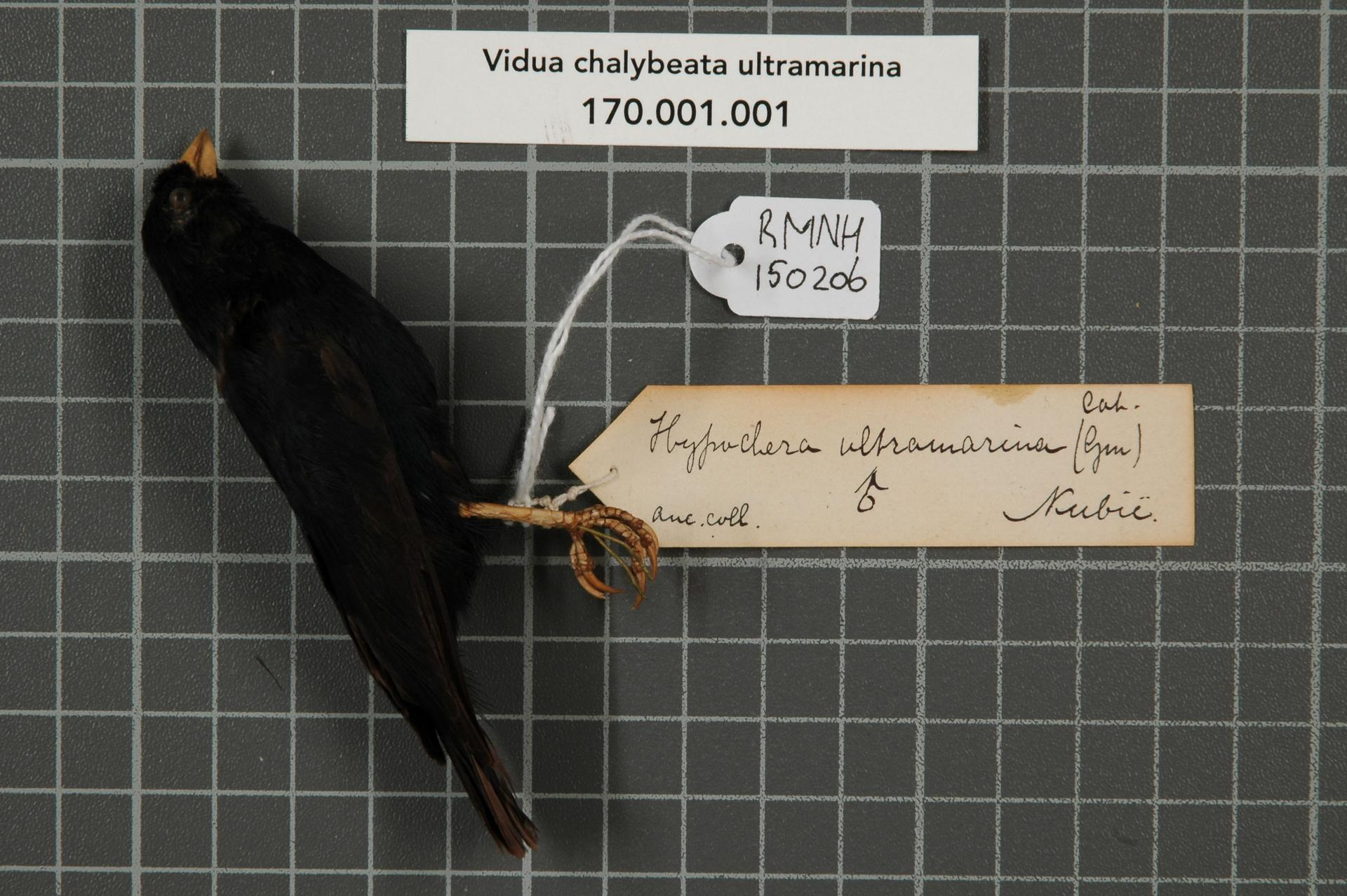
maschio impagliato della sottospecie ultramarina.

- Vidua chalybeata chalybeata (Müller, 1776) – la sottospecie nominale, diffusa in Mauritania meridionale, Senegambia, Guinea, Sierra Leone settentrionale e Mali occidentale (ad est fino a Mopti);
- Vidua chalybeata neumanni (Alexander, 1908) – diffusa dal Mali centrale e dal nord della Costa d'Avorio all'area di confine fra Sudan e Sudan del Sud;
- Vidua chalybeata ultramarina (Gmelin, 1789) – diffusa in Etiopia e nel nord dell'Eritrea;
- Vidua chalybeata centralis (Neunzig, 1928) – diffusa in Congo meridionale (Kasai e Katanga), e nell'area dei Grandi Laghi fra Congo, Uganda, Kenya, Tanzania e forse anche nello Zambia nord-orientale[4];
- Vidua chalybeata amauropteryx (Sharpe, 1890) – diffusa lungo la fascia costiera dell'Africa orientale dal sud della Somalia al nord del Mozambico e da qui verso l'interno attraverso Malawi, Zambia meridionale, Zimbabwe e Sudafrica settentrionale (Swaziland, KwaZulu-Natal, Nordovest e Free State);
- Vidua chalybeata okavangoensis Payne, 1973 – diffusa nell'area di confine fra Angola e Namibia, lungo le rive settentrionali dell'alto Zambesi ed in Botswana.

La sistematica della specie è stata ed è ancora molto travagliata e lungi dall'essere chiarita.

Nonostante lo scorporo e l'elevazione al rango di specie a sé stanti delle numerose popolazioni guineane di combassù (V. wilsoni, V. camerunensis, V. nigeriae, V. codringtoni, V. funerea, V. purpurascens), rispetto alle quali il combassù del Senegal presenta differenze nel canto, nella colorazione e nelle specie bersaglio per il parassitismo di cova (e di conseguenza nella morfologia dei pulli), vivendo con esse in simpatria senza dare praticamente mai fenomeni d'ibridazione, le sottospecie rimaste vengono raggruppate in tre cladi ben distinti fra loro ("gruppo chalybeata", comprendente le sottospecie nominale e neumanni, "gruppo ultramarina", comprendente solo l'omonima sottospecie e "gruppo amauropteryx", comprendente le rimanenti) e probabilmente rappresentanti altrettante specie distinte.

Alcuni autori separerebbero inoltre le sottospecie aenea (rappresentata dalle popolazioni senegalesi della sottospecie nominale dai riflessi metallici verdi) e incognita (comprendente le popolazioni del Congo sud-orientale della sottospecie centralis).